# Canteloup (Calvados)
Canteloup ist eine französische Gemeinde mit 189 Einwohnern (Stand: 1. Januar 2022) im Département Calvados in der Region Normandie. Sie gehört zum Arrondissement Caen und zum Kanton Troarn.

## Geografie
Canteloup liegt etwa 18 km ostsüdöstlich von Caen. Umgeben wird die Gemeinde von Saint-Ouen-du-Mesnil-Oger im Norden, Cléville im Nordosten, Méry-Bissières-en-Auge mit Méry-Corbon im Osten, Mézidon Vallée d’Auge mit Croissanville im Südosten, Valambray mit Airan im Süden, Moult-Chicheboville im Südwesten sowie Argences in westlicher und nordwestlicher Richtung.

## Bevölkerungsentwicklung
| Jahr                             | 1793 | 1831 | 1876 | 1926 | 1946 | 1968 | 1990 | 2016 |
| Einwohner                        | 150  | 152  | 110  | 121  | 118  | 103  | 180  | 183  |
| Quelle: Cassini, EHESS und INSEE |      |      |      |      |      |      |      |      |

## Sehenswürdigkeiten

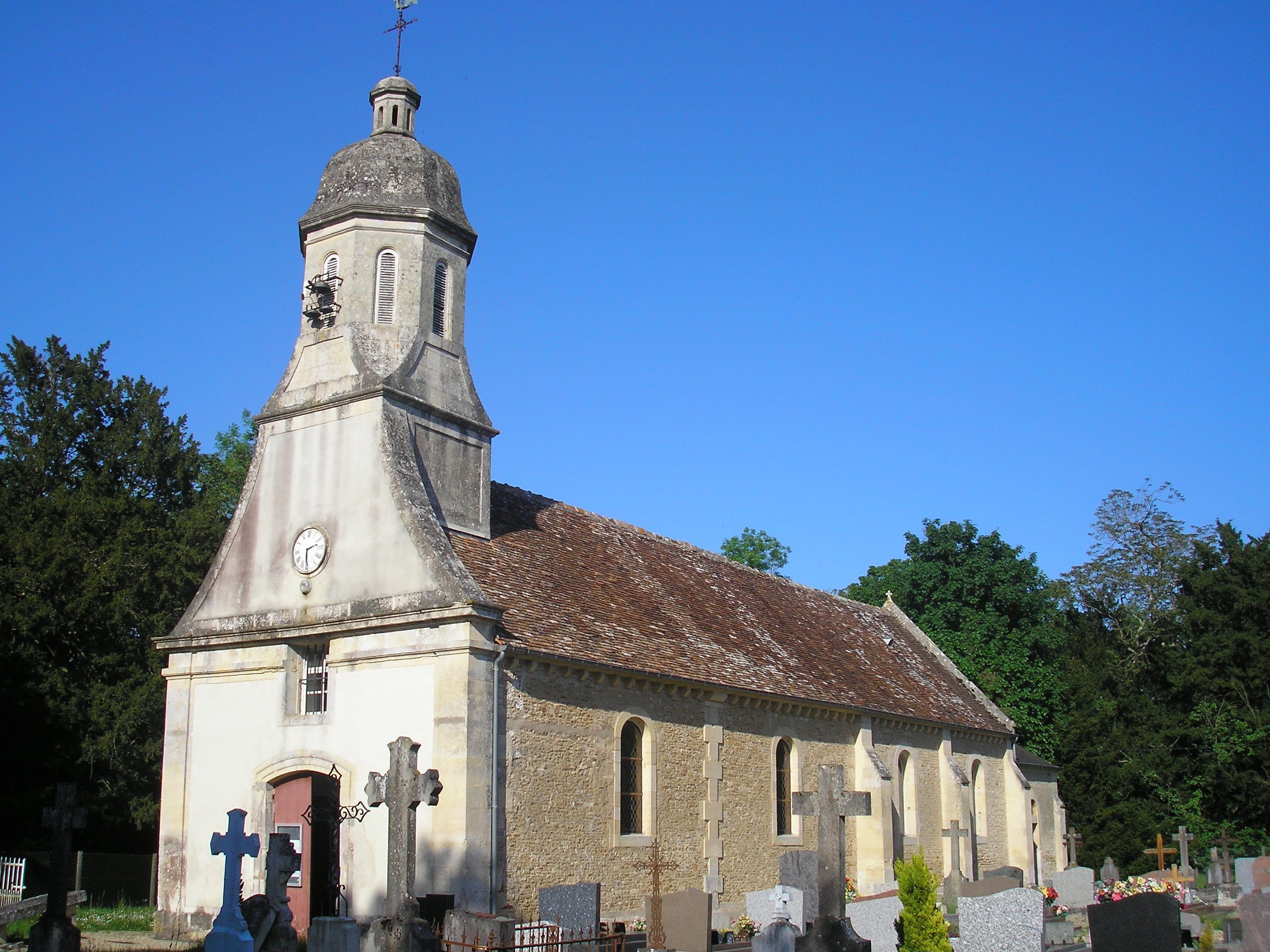
Kirche Saint-Jean-Baptiste

- Kirche Saint-Jean-Baptiste
- mehrere schlossartige Residenzen